# Svatý Jan t. Krsovice
Svatý Jan t. Krsovice (německy Sankt Johann bei Groß Kralitz) je vesnice, část obce Chlístovice v okrese Kutná Hora. Nachází se 4,5 km na jihozápad od vlastních Chlístovic, 1 km jižně od Kralic, v katastrálním území Kralice. Vesnice leží v severozápadní části Hornosázavské pahorkatiny.

## Název
Jméno vesnice Svatý Jan je odvozeno od místního kostela svatého Jana Křtitele, kolem kterého současná ves vyrostla. Jméno Krsovice, které neslo původní sídlo na tomto místě, je odvozeno od osobního jména Krs; znamená tedy „ves lidí Krsových“. Znovu se začalo používat před rokem 1880.
Současný oficiální název sídla je „Svatý Jan t. Krsovice“. V původním významu se jedná o dvojitý název, neboť v minulosti byla ves označována buď jako Svatý Jan, nebo jako Krsovice. Ve statistických lexikonech obcí a jinde proto byly uváděny oba rovnocenné názvy spojené příslovcem „také“, zkracovaném jako „t.“. Hovorově se používá jeden z názvů, dvojice jmen propojená zkratkou „t.“ se ale v pozdějších dobách ustálila jako oficiální název sídla.

## Historie
Ves Krsovice byla založena v době panování Václava II. (1283–1305), vznik kostela svatého Jana Křtitele je datován rovněž do poslední třetiny 13. století, respektive doby kolem roku 1300. Farní funkce kostela je doložena k roku 1350, podací právo k němu měli vladykové Kraličtí z Kralic. Za husitských válek ale v 15. století vesnice i s farou zanikla, zůstal zde pouze kostel. Kralický statek se i se zaniklými Krsovicemi posléze stal součástí panství Červené Pečky. V první polovině 18. století, patrně za hraběte Karla Jáchyma Bredy (panství vlastnil 1713–1734/1736), začaly v okolí kostela vyrůstat první domky. Obnovená ves poté přijala jméno podle zasvěcení kostela, Svatý Jan. Po zrušení patrimoniální správy v polovině 19. století byla osadou Kralic, se kterými se roku 1986 stala součástí Chlístovic.
V roce 2018 byla v budově bývalé školy zřízena mateřská škola.

## Pamětihodnosti
- Kostel svatého Jana Křtitele – s gotickým jádrem, přestavěný barokně v 18. století, obnovený po požáru v roce 1908. Součástí areálu je také barokní márnice a volně stojící dřevěná zvonice.

## Fotogalerie

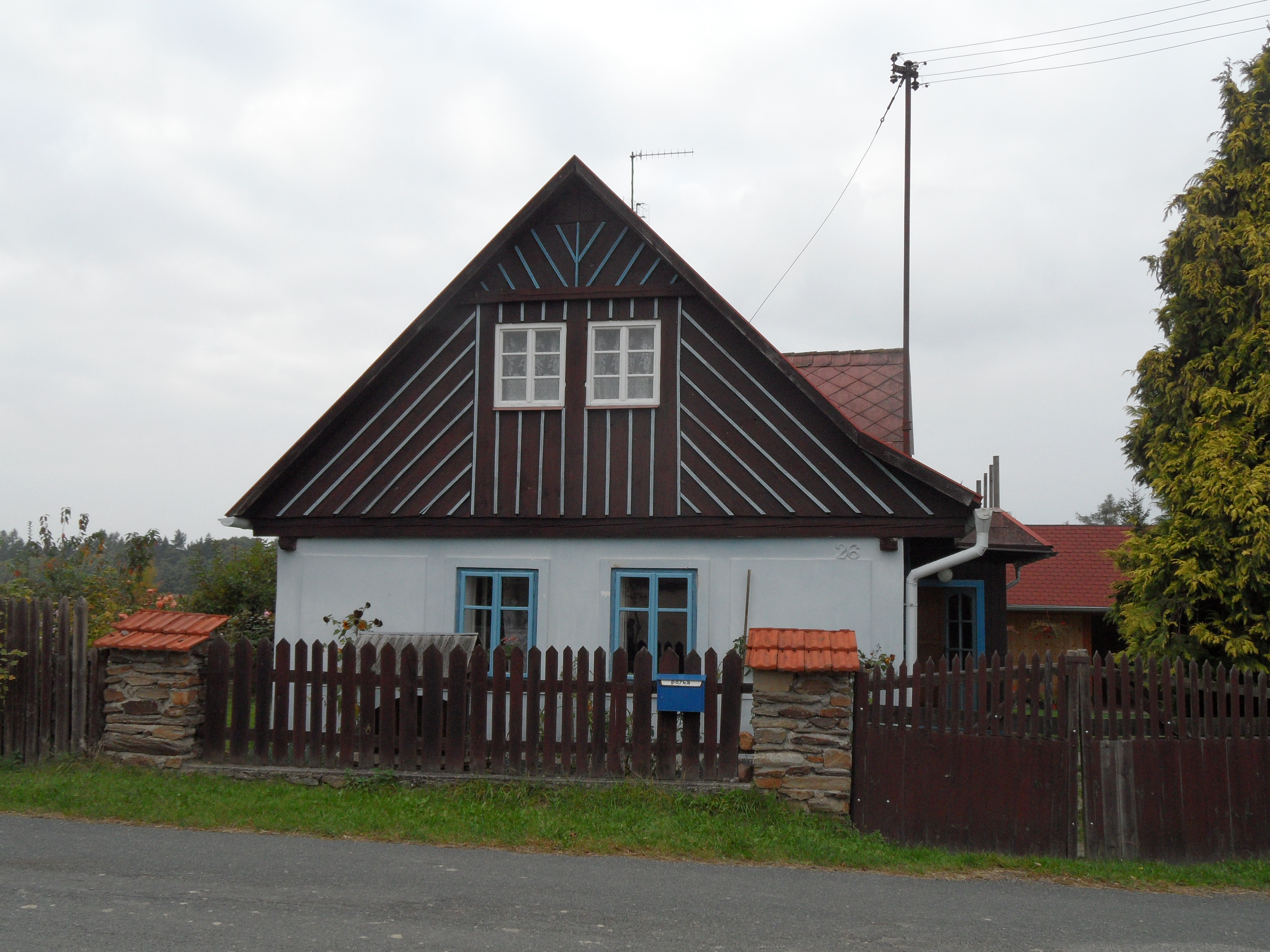
Dům čp. 26
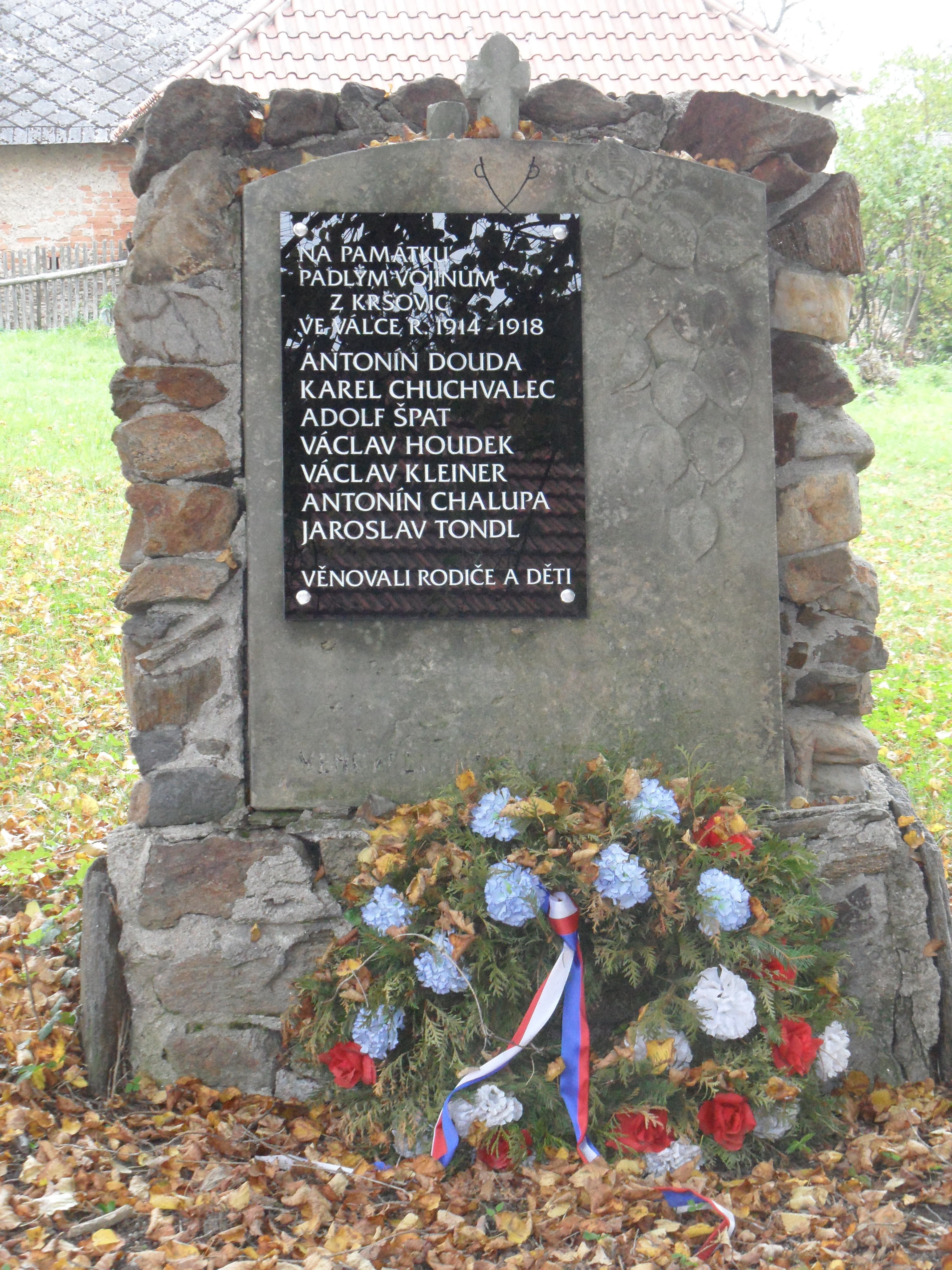
Památník obětem 1. světové války
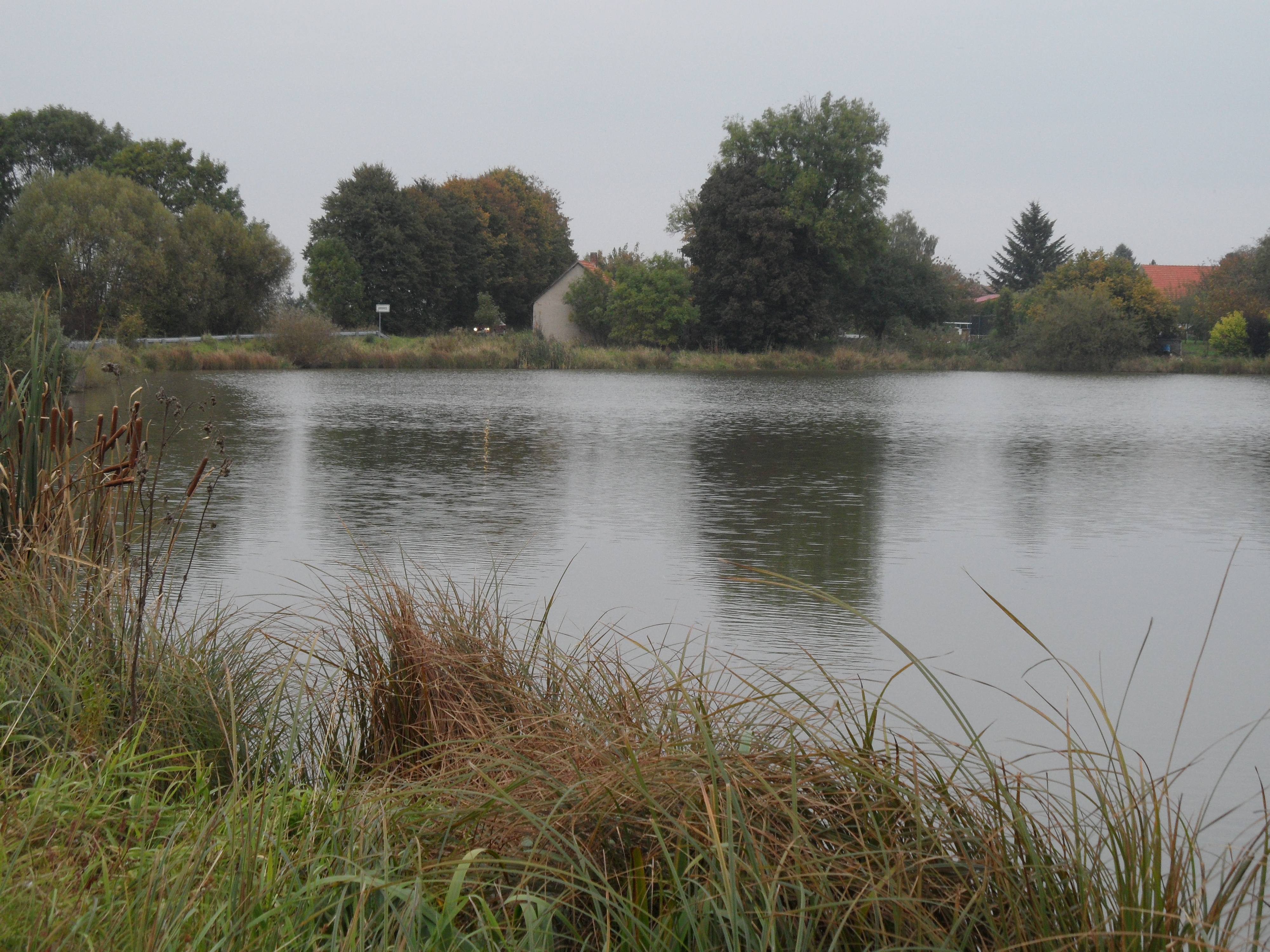
Krsovický rybník
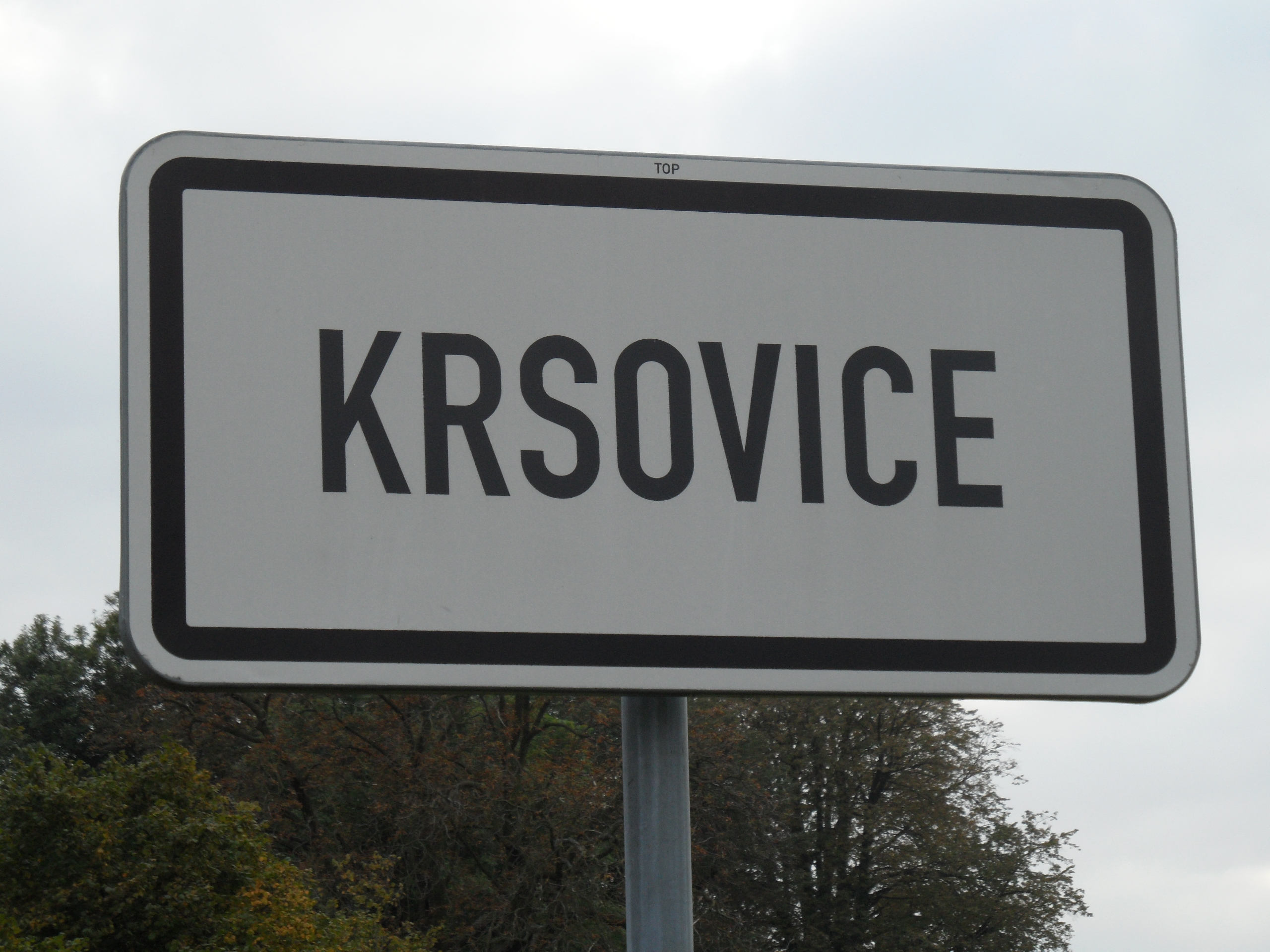
Dopravní značka pouze s druhým jménem vsi